# Reinhard Löw
Reinhard Löw (* 15. Februar 1949 in Freising; † 25. August 1994 in Nürnberg) war ein deutscher Philosoph, Naturwissenschaftler und Chemiehistoriker.

## Leben
Nach einem Studium der Mathematik, Pharmazie, Philosophie und Geschichte folgte für Reinhard Löw 1973 das Staatsexamen für Pharmazie. 1977 promovierte er zum Dr. rer. nat. mit dem Thema Geschichte der Pflanzenchemie von 1790 bis 1820. Im selben Jahr wurde er wissenschaftlicher Assistent am Institut für Philosophie der Universität München.
Es folgte 1978 eine weitere Promotion in Philosophie (zum Dr. phil.) bei Robert Spaemann in München, dessen wissenschaftlicher Assistent Löw von 1977 bis 1984 in München war. 1983  habilitierte sich Löw in Philosophie.
Löw lehrte von 1984 bis 1987 als Professor Naturphilosophie an der Ludwig-Maximilians-Universität München und war seit 1987 Gründungsdirektor des von der Katholischen Kirche getragenen  Forschungsinstituts für Philosophie in Hannover. Im Wintersemester 1992/93 vertrat Löw den Lehrstuhl I für Philosophie an der LMU München.

Reinhard Löw erhielt 1978 den Partington-Prize in London für Wissenschaftsgeschichte. 1985 wurde er mit dem Internationalen Preis für Anthropologie, Barcelona, ausgezeichnet.
Reinhard Löw starb im August 1994 kurz nach Vollendung des Manuskriptes Die neuen Gottesbeweise. Im Nachruf der  Süddeutschen Zeitung heißt es: "Das Werk, das er hinterlässt, trägt nicht die Züge jugendlicher Unvollendetheit, sondern die Zeichen einer reifen Ernte. Sein Wille zum Werk und die Schärfe seines Intellekts, der auch vor Polemik und Sarkasmus nicht zurückschreckte, führten Reinhard Löw zu einer frühen Eruption von Schaffenskraft, die seine Umwelt … in Erstaunen versetzte.

## Veröffentlichungen (Auswahl)
- mit Robert Spaemann: Natürliche Ziele. Geschichte und Wiederentdeckung teleologischen Denkens. Stuttgart 2005 (= Neuauflage von Die Frage Wozu?. Geschichte und Wiederentdeckung des teleologischen Denkens. München 1981).
- Die neuen Gottesbeweise. Pattloch, Augsburg 1994. ISBN 3-629-00651-5
- Leben aus dem Labor. Gentechnik und Verantwortung, Biologie und Moral. München 1985
- Nietzsche, Sophist und Erzieher: Philosophische Untersuchungen zum systematischen Ort von Friedrich Nietzsches Denken. Acta humaniora, Weinheim 1984. (Teilw. zugl.: Univ. München, Habil.-Schrift, 1983). ISBN 3-527-17508-3
- Die Philosophie des Lebendigen. (Zugl.: München, Univ., 10 – Fachbereich Philosophie, Wissenschaftstheorie u. Statistik, Diss., 1978). Suhrkamp, Frankfurt/Main 1980. ISBN 3-518-07540-3
- Die Geschichte der Pflanzenchemie von 1790 bis 1820: Pflanzenchemie zwischen Lavoisier und Liebig. Donauverlag, Straubing, München, 1977. (Zugl.: München, Univ., 18 – Fachbereich Chemie u. Pharmazie, Diss., 1977). ISBN 3-921570-04-2